# Ariel (cidade)
Ariel (em hebraico:  אריאל  e em árabe:  اريئيل ''leão de deus'') é  uma assentamento israelense, localizada na Cisjordânia. A comunidade internacional considera Ariel, como os demais assentamentos israelenses nos territórios palestinos, ilegais à luz do direito internacional.
O assentamento foi fundado em 1978 na Cisjordânia durante a Guerra dos Seis Dias, em 1967 com  base na antiga cidade de Ariel citada na bíblia em Isaías 29:1-7.  Ariel é o quinto maior assentamento israelita nos territórios palestinos.
No fim de 2008, o assentamento tinha uma população de 16.700 habitantes, em sua maioria judeus asquenazes  incluindo 7.000 imigrantes da antiga União Soviética. O Ministério israelita do Interior instituiu a municipalidade de Ariel em 1998. O atual presidente da câmara municipal é Ron Nachman.

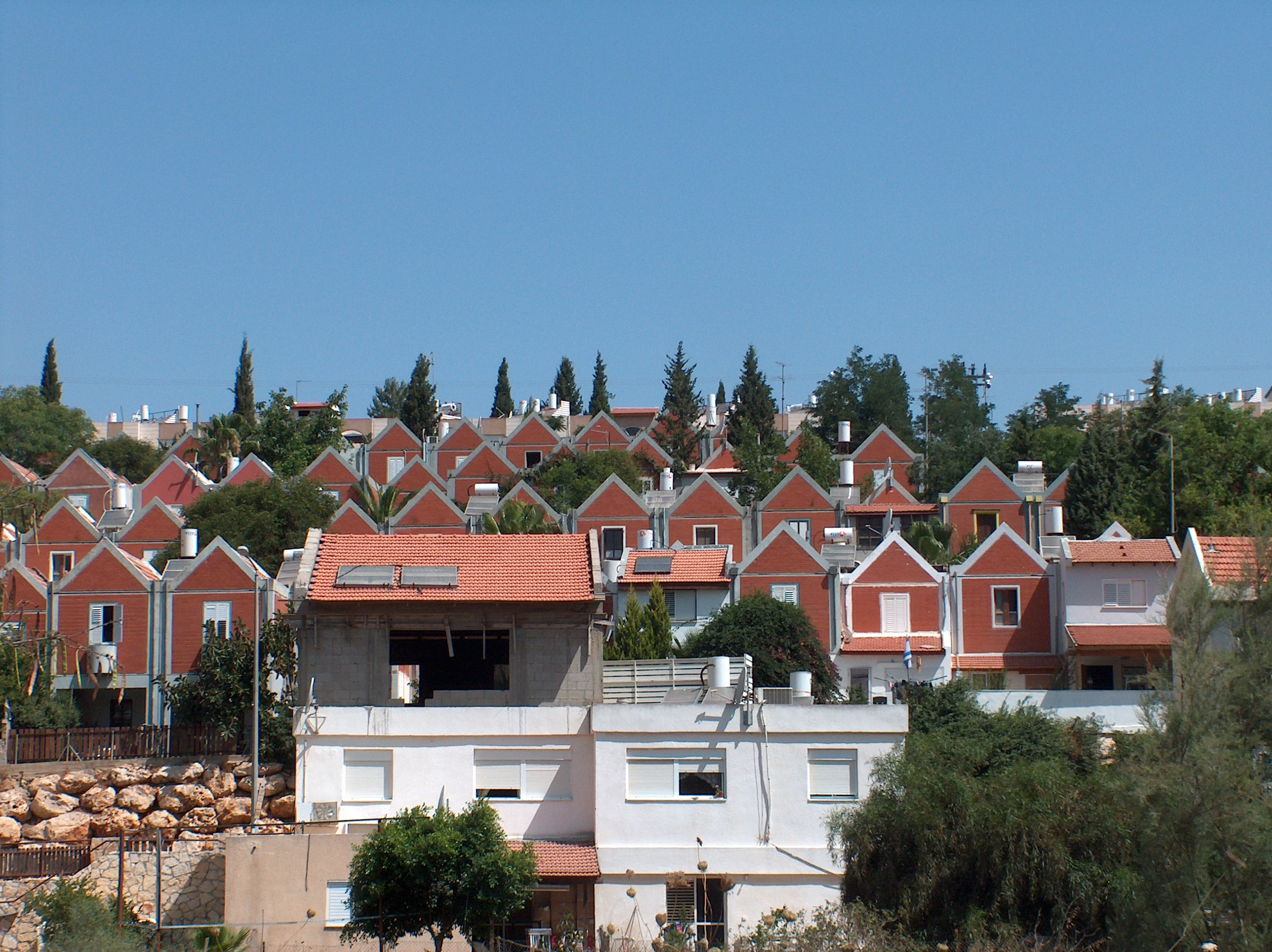
Um bairro em Ariel.
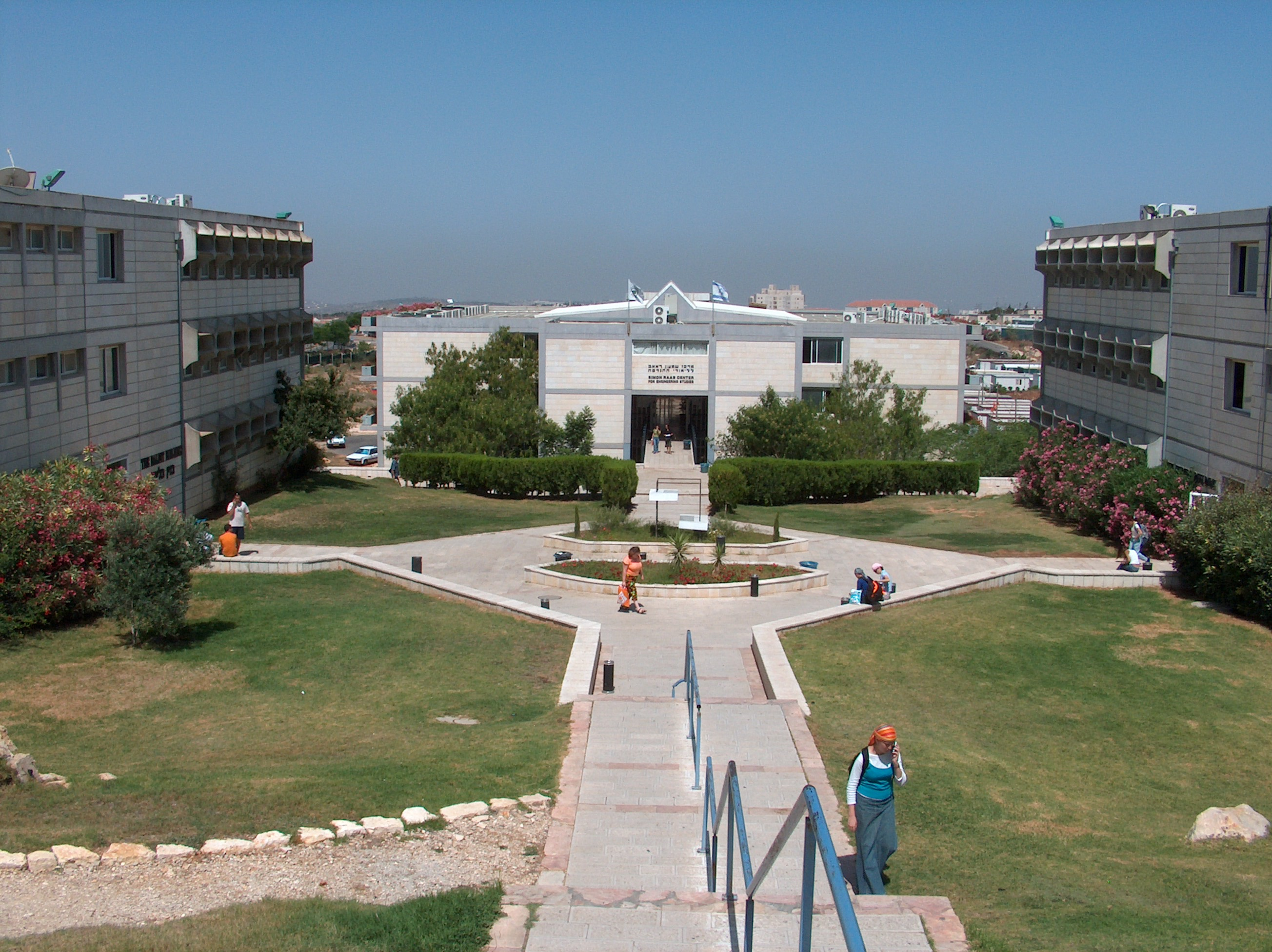
Centro Universitário Ariel de Samaria, com 10.000 alunos.
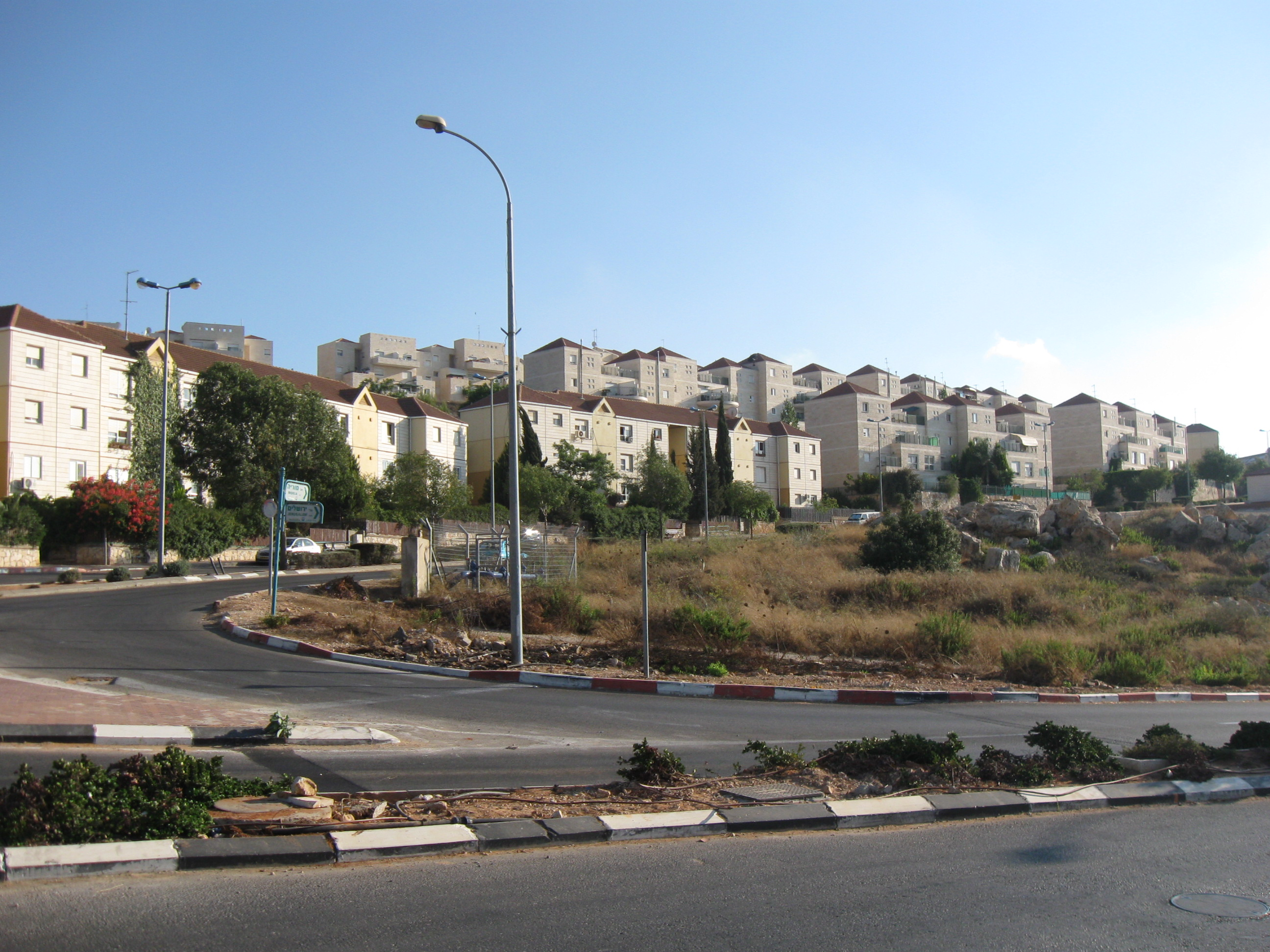
Conjunto habitacional em Ariel.
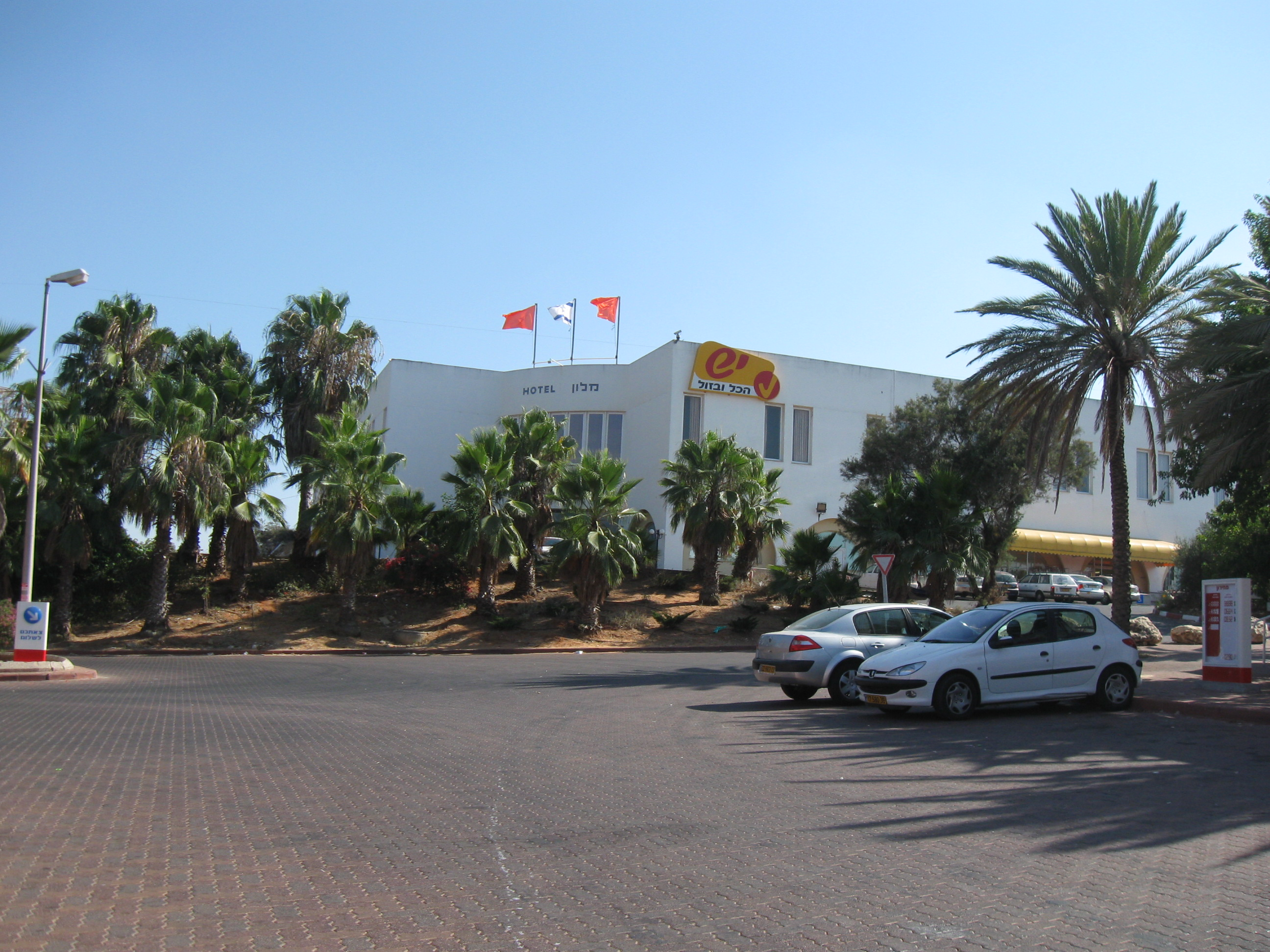
Hotel Eshel Hashomron.